# 악인은 너무 많다 2: 제주 실종사건의 전말
《악인은 너무 많다 2: 제주 실종사건의 전말》은 2021년에 개봉한 대한민국의 영화이다.

## 캐스팅
- 김준배 : 강필 역
- 공유석 : 잠수함 역
- 고윤빈 : 백수연 역
- 안다은 : 지윤 역
- 고경희 : 김유진 역
- 임정운 : 병도 역
- 배용근 : 고진광 역
- 성형진 : 중국인 진 역
- 이타 : 남기운 역
- 이정민 : 윤 코치 역
- 성용훈 : 조 형사 역
- 안다은 : 지윤 역
- 김병철 : 중국인 기브스 역
- 김태수 : 중국인 피어싱 역
- 김서윤 : 중국인 종업원 역
- 김도원 : 민우 역
- 양현태 : 덩치 역
- 이수 : 스카프 역
- 손정환 : 박영일 역
- 제이크 : 외국인 코치 역
- 김지영 : 렌트카 직원 역
- 최무성 : 관리인 역 (특별출연)